# Diodorus Siculus
Diodorus Siculus (Diodor din Sicilia) (n. cca. 80 î.Hr. — d. 21 î.Hr.) a fost un istoric de origine greacă din Republica Romană. A scris „Biblioteca Istorică” (Ιστορική Βιβλιοθήκη), în 40 de cărți (păstrată fragmentar), cuprinzând date de la origini până la Iulius Caesar. El oferă, printre altele, și informații despre luptele lui Dromichaites cu Lysimachus.
În lucrările sale, Diodorus se axează pe istoria vechiului Orient și Egipt și continuă cu relatări despre Sicilia și Grecia. Diodorus pune problema mitului ca sursă istorică. Diodorus susține că repovestirea mitului este îngreunată din trei cauze. Prima dintre aceste cauze ar fi vechimea mitului, apoi varietatea și multitudinea de eroi și semieroi care îngreunează înțelegerea narațiunii, și, nu în ultimul rând, diversitatea variantelor mitului.

Bibliotheca historica, 1746